# Winfield Scott Hancock
Winfield Scott Hancock (Montgomeryville, 14 de febrero de 1824 - Governors Island, 9 de febrero de 1886) fue un militar estadounidense y candidato presidencial demócrata en 1880.

## Biografía
Hancock graduó en West Point en 1844. Desde entonces sirvió con honores en el Ejército. Prestó servicio en la Guerra de Estados Unidos-México. Después de la guerra Hancock sirvió en muchos puestos dentro de los Estados Unidos y la frontera. En 1855 fue ascendido a capitán. Estuvo, entre otros lugares, en Florida durante la tercera guerra seminola y en Misuri durante el Bleeding Kansas. 
Luego sirvió como General de la Unión en la Guerra de Secesión, que empezó en 1861. Allí sirvió en el Ejército del Potomac. Como tal fue al principio general de brigada. En la batalla de Williamsburg él recibió por su brillante actuación el apodo Hancock, el Magnífico. Participó en muchas otras batallas como la de Antietam, Fredericksburg y Chancellorsville. En noviembre de 1862 consiguió ascender a general de división. Destacó su actuación en la batalla de Gettysburg durante el 1 de julio de 1863, donde organizó la retirada de las tropas a Cemetery Hill. Eso fue decisivo para que la Unión pudiese vencer en esa batalla en los siguientes días. Tuvo un papel primordial en rechazar el ataque de la Confederación en esa batalla el 3 de julio, que también fue decisivo para poder vencer en esa batalla, aunque cayó herido durante el combate. Por su actuación en esa batalla fue aplaudido por el Congreso.
Continuó participando en la guerra, aunque ya no pudo ser tan eficaz como antes a causa de las heridas que sufrió en Gettysburg. Participó en la campaña de Overland. Finalmente, a causa de su salud él dejó el frente en noviembre de 1864 y ocupó un puesto en Washington hasta el final de la guerra en 1865.
Después de la guerra él se encargó de la ejecución de los asesinos de Abraham Lincoln. En 1880 fue candidato presidencial demócrata y tuvo como competidor republicano a James A. Garfield, que lo derrotó por un escaso margen de voto popular, uno de los más bajos en la historia. Después continuó en el ejército hasta el final de sus días.
Murió a causa de complicaciones que tenía con su diabetes.